# Aphytis anneckei
Aphytis anneckei är en stekelart som beskrevs av Debach och Rosen 1976. Aphytis anneckei ingår i släktet Aphytis och familjen växtlussteklar.
Artens utbredningsområde är Kenya. Inga underarter finns listade i Catalogue of Life.